# Centrolepis racemosa
Centrolepis racemosa är en gräsväxtart som beskrevs av Dmitry Dmitrievich Sokoloff och Remizowa. Centrolepis racemosa ingår i släktet Centrolepis och familjen Centrolepidaceae. Inga underarter finns listade i Catalogue of Life.